# Rio Arsura
O Rio Arsura é um rio da Romênia afluente do rio Şopârleni, localizado no distrito de Vaslui.